# La Légende des femmes vertueuses
La Légende des femmes vertueuses (The Legend of Good Women) est un poème de Geoffrey Chaucer. Il compte 2 723 vers, répartis en neuf sections et un prologue, mais il n'est pas achevé. Comme son titre l'indique, il s'agit d'une collection de biographies de femmes célèbres de la mythologie et de l'histoire antique. Il s'agit de la première œuvre de Chaucer en pentamètres iambiques, un mètre qu'il réutilise par la suite dans les Contes de Canterbury.

## Résumé
Dans un rêve, Chaucer rencontre le dieu de l'amour et son épouse Alceste. Ils lui reprochent d'avoir donné une mauvaise image des femmes et de l'amour dans son poème Troïlus et Criseyde (où Criseyde abandonne Troïlus), ainsi que dans sa traduction du Roman de la rose. Il implore leur pardon, et Alceste lui impose comme épreuve d'écrire les vies de femmes vertueuses et fidèles, trahies par les hommes. Chaucer s'exécute dès son réveil en entreprenant la rédaction de la Légende des femmes vertueuses :
- Cléopâtre, reine d'Égypte, qui se suicide après la mort de son bien-aimé Antoine ;
- Thisbé et son amour interdit pour Pyrame ;
- Didon, la reine de Carthage abandonnée par Énée ;
- Hypsipyle et Médée, aimées puis abandonnées par Jason ;
- Lucrèce, violée par Tarquin, le dernier roi de Rome ;
- Ariane, abandonnée par Thésée ;
- Philomèle, violée par Térée, le mari de sa sœur Procné ;
- Phyllis, oubliée par Démophon ;
- et Hypermnestre, la seule des Danaïdes à refuser de tuer son mari.

## Rédaction
La rédaction de la Légende des femmes vertueuses prend nécessairement place après celle de Troïlus et Criseyde, mais elle précède ou prend place en même temps que celle des Contes de Canterbury, car ce poème est mentionné dans le Conte du juriste et dans la Rétractation qui conclut le recueil.
Chaucer ne semble pas s'être inspiré du De mulieribus claris de Boccace, bien que la plupart de ses « femmes vertueuses » aient également droit à une biographie chez le poète italien. Sa principale source semble plutôt avoir été les Héroïdes d'Ovide. Les récits puisent également à d'autres sources classiques, comme les Métamorphoses pour Thisbé et Philomèle ou l'Énéide pour Didon.